# Distretto municipale di Wa
Il distretto municipale di Wa (ufficialmente Wa Municipal District, in inglese) è un distretto municipale della Regione Occidentale Superiore del Ghana.